# Anopheles nigritarsis
Anopheles nigritarsis este o specie de țânțari din genul Anopheles, descrisă de Carlos Chagas în anul 1907. Conform Catalogue of Life specia Anopheles nigritarsis nu are subspecii cunoscute.